# ابن مسك السخاوي
زين الدين عبد الرحمن بن أحمد بن عبد الرحمن السَّخاوي الأنصاري الشافعي البرهاني  المعروف بـابن مِسْك (1616 - 1711 م) (1025 - 1123 هـ) فقيه شافعي وأديب وشاعر مصري من أهل القرن السابع عشر الميلادي/ الحادي عشر الهجري. لخّص سيرته بذكر مؤلفاته وله كتب كثيرة في الفقه والأدب واللغة، وديوان أشعار.

## سيرته
هو عبد الرحمن بن مسك عبد الرحمن بن احمد بن عبد الرحمن بن احمد بن احمد ابن محمد بن مسك السخاوي الأنصاري الشافعي البرهاني. ولد سنة 1025 هـ / 1616 م وتوفي في 1123 هـ/ 1711 م. ذكره عمر رضا كحالة في «معجم المؤلفين» وقال « عبد الرحمن بن احمد بن عبد الرحمن بن مسك السخاوي، الشافعي، المعروف بابن مسك (زين الدين) عالم، اديب. من آثاره: الاجوبة، تنويق.  النطاقة في علم الوراقة، الدر النفيس في الجمع بين التسديس والتخميس في قصيدة البردة، وثلائة دواوين غزل، ومدح، وحكم، رسالة في الزيج، وشرح المقصورة الدريدية.». وقال عنه إسماعيل باشا البغدادي في «هدية العارفين» «ابن مسك السخاوي - عبد الرحمن بن أحمد الأديب الشافعي المعروف بابن مسك السخاوي ولد سنة 1025 وتوفى سنة 1123 من تصانيفه الأجوبة المستنبطة على الأسئلة الملتقطة. ارشاد الغاوي بل اسعاد الطالب الراوي. الاستبطان فيما يعتصم من الشيطان. تنويق النطاقة في علم الوراقة. الدر النفيس في الجمع بين التسديس والتخميس في قصيدة البردة. ديوان شعره. رسالة في الزيج. رونق المحاكم فيما يزوج فيه الحاكم. شرح مقصورة الدربدية. ضرب الترغيب في فضل الصلاة على الحبيب. غالى الاسناد من عالي الاسعاد في مدح النبي صلى الله عليه وسلم. قصيدة الوضوئية وشرحها.».

## مؤلفاته
- «الأجوبة المستنبطة على الأسئلة الملتقط» ة، في الفقه الشافعي
- «حزب الترغيب في فضل الصلاة على الحبيب» أو «ضرورة الترغيب في الصلاة على الحبيب»: عن النبي محمد وأهل بيته
- «الدر النفيس في الجمع بين التسديس والتخميس في قصيدة البردة»: أوله «الحمد لله الذي كشف نقطة غين العين الخ ذكر انه سدس البردة النبوية وشطرها وخمسها وتشطيره بسؤال بعض أحبائه.»
- «ديوان شعر»، وله ثلاثة دواوين غزل ومدح وحكم
- «غالي الإسناد من عالي الإسعاد في مدح النبي»
- «اللمعة المسكية على المقصورة الدريدية»
- «مثلث» ابن مسك: وهو مثلث لغوي منظوم، نحا فيه نحو قطرب في مثلته
- «عقد الجمان في فضائل ليلة نصف شعبان»: أوله « الحمد لله احق من شكر واولى من حمد واكرم من تفضل بالدليل وبالذليل عبد القدي».[5]
- «عمدة العارف وعدة أهل المعارف»: علم التصوف، أوله «لما من الله تعالى على باخذ الطريق والدخول في سبل اهل التحقيق على يد شيخى العارف المرشد صالح عبد القادر»
- رونق المحاكم لشرح المسائل التي يزوج فيها الحاكم أو رونق المحاكم فيما يزوج فيه الحاكم: في الفقه الشافعي، أوله «فقد سالنى من احب موافقته ولا ارضى مواقفته ان اشرح له الابيات التى نظمها الجلال السيوطى الشافعى»
- «منظومة مقاصد الاستيطان فيما يعتصم به من الشيطان»
- «تنويق النطاقة في علم الوراقة»:‌ مفقود، ولا يعرف منه غير العنوان.
- «رسالة في الزيج»